# Patrick Henry (Politiker, 1843)
Patrick Henry (* 12. Februar 1843 bei Cynthia, Madison County, Mississippi; † 18. Mai 1930 in Brandon, Mississippi) war ein US-amerikanischer Politiker. Zwischen 1897 und 1901 vertrat er den sechsten Wahlbezirk des Bundesstaates Mississippi im US-Repräsentantenhaus.

## Werdegang
Patrick Henry war der Onkel des gleichnamigen Pat Henry, der zwischen 1901 und 1903 Kongressabgeordneter aus dem dritten Distrikt von Mississippi war. Der ältere Patrick Henry besuchte die Schulen seiner Heimat sowie das Mississippi College in Clinton und das Madison College in Sharon. Am Nashville Military College in Nashville (Tennessee) beendete er seine schulische Ausbildung. Im Jahr 1858 zog er nach Brandon in Mississippi.
Während des Bürgerkrieges stieg er in der Armee der Konföderierten Staaten bis zum Major auf. Am 26. April 1865 kapitulierte er mit seiner Einheit in Greensboro (North Carolina). Nach seiner Rückkehr nach Mississippi widmete er sich im Hinds und im Rankin County bis 1873 der Landwirtschaft. Nach einem Jurastudium und seiner 1873 erfolgten Zulassung als Rechtsanwalt begann er in Brandon in seinem neuen Beruf zu arbeiten.
Henry war Mitglied der Demokratischen Partei. Zwischen 1878 und 1890 war er Abgeordneter im Repräsentantenhaus von Mississippi. Im Jahr 1890 war er Delegierter auf einer Versammlung zur Überarbeitung der Staatsverfassung dieses Staates. 1896 wurde er stellvertretender Bundesbezirksstaatsanwalt. Bei den Kongresswahlen des Jahres 1896 wurde er in das US-Repräsentantenhaus in Washington, D.C. gewählt, wo er am 4. März 1897 James G. Spencer ablöste. Nach einer Wiederwahl im Jahr 1898 konnte er bis zum 3. März 1901 zwei Legislaturperioden im Kongress absolvieren. In diese Zeit fielen der Spanisch-Amerikanische Krieg von 1898 und der Beitritt neuer Territorien zu den Vereinigten Staaten, darunter Hawaii.
Für die Kongresswahlen des Jahres 1900 wurde Henry von seiner Partei nicht mehr für eine weitere Legislaturperiode nominiert. Danach arbeitete er wieder als Rechtsanwalt in Brandon. Zwischen 1904 und 1908 war Brandon Mitglied im Senat von Mississippi. Von 1916 bis zu seinem Tod im Jahr 1930 war er Bürgermeister seiner Heimatstadt Brandon.